# Willy Burkhard
Willy Burkhard (ur. 17 kwietnia 1900 w Leubringen, zm. 18 czerwca 1955 w Zurychu) – szwajcarski kompozytor.

## Życiorys
Studiował w konserwatorium w Lipsku w klasie Sigfrida Karga-Elerta (kompozycja) i Roberta Teichmüllera (fortepian) oraz w Monachium u Waltera Courvoisiera (kompozycja), później kontynuował prywatnie studia w Paryżu u Maxa d’Ollone’a. Po powrocie do Szwajcarii działał w Bernie jako dyrygent (1924–1933). Od 1928 roku wykładał teorię muzyki w konserwatorium w Bernie. Organizował ruch śpiewaczy. 
W latach 1937–1942 z powodu choroby czasowo wycofał się z życia publicznego. Spędził kilka lat w Stanach Zjednoczonych. W 1942 roku wrócił do Szwajcarii, gdzie objął klasę kompozycji w konserwatorium w Zurychu, którą prowadził do śmierci. Do jego wychowanków należeli Klaus Huber, Rudolf Kelterborn i Armin Schibler.

## Twórczość
Twórczość Burkharda ukształtowała się pod silnym wpływem dawnej polifonii wokalnej. Czerpał z dokonań kompozytorskich Bartóka, Hindemitha i Strawinskiego, zachowując jednak własny, odrębny styl. W zakresie stosowanych środków wyrazu pozostał na uboczu prądów awangardowych, nie wychodząc poza ramy rozszerzonej tonalności.
Jego twórczość obejmuje 99 opusów. Zasadniczy jej trzon stanowią utwory wokalne: opery, oratoria, kantaty, pieśni chóralne i solowe. Ponadto skomponował m.in. dwie symfonie (1927, 1944), koncert na smyczki (1937), Sonata da camera na smyczki i perkusję (1952), koncerty na skrzypce (1925, 1943), wiolonczelę (1940), organy (1945), altówkę (1953), 2 flety i klawesyn (1954), dwa kwartety smyczkowe (1929, 1943), trio fortepianowe (1936), Serenade na 8 instrumentów (1945), sonatę skrzypcową (1946), sonatę wiolonczelową (1951).
Od 1954 roku działa towarzystwo imienia Burkharda, zajmujące się propagowaniem jego twórczości.